# Pearl River (Louisiana)
Pearl River is een plaats (town) in de Amerikaanse staat Louisiana, en valt bestuurlijk gezien onder St. Tammany Parish.

## Demografie
Bij de volkstelling in 2000 werd het aantal inwoners vastgesteld op 1839.
In 2006 is het aantal inwoners door het United States Census Bureau geschat op 2143, een stijging van 304 (16,5%).

## Geografie
Volgens het United States Census Bureau beslaat de plaats een oppervlakte van 6,6 km², waarvan 6,5 km² land en 0,1 km² water. De plaats ligt aan de gelijknamige rivier Pearl River, die de grens met de staat Mississippi vormt.

## Plaatsen in de nabije omgeving
De onderstaande figuur toont nabijgelegen plaatsen in een straal van 20 km rond Pearl River.